# Stato di diritto
Lo Stato di diritto (locuzione derivata dall'originaria espressione della lingua tedesca Rechtsstaat, coniata dalla dottrina giuridica tedesca nel XIX secolo) è quella forma di Stato che assicura la salvaguardia e il rispetto dei diritti e delle libertà dell'essere umano; insieme alla garanzia dello stato sociale, concorre alla definizione dei diritti che gli Stati membri delle Nazioni Unite si sono impegnati a garantire ai loro cittadini con i due Covenants del 1966.
Il concetto dello Stato di diritto presuppone che l'agire dello Stato sia sempre vincolato e conforme alle leggi vigenti: dunque lo Stato sottopone sé stesso al rispetto delle norme di diritto, e questo avviene tramite una Costituzione scritta.

## Storia
Malgrado vi siano stati precursori nella filosofia antica, l'affermarsi dello Stato di diritto coincide con la fine dell'assolutismo e comporta l'affermazione della borghesia tra il XVIII e il XIX secolo, la quale insieme con il potere economico raggiunto rivendica anche quello politico e determina una trasformazione radicale nell'assetto della società e nel concetto di Stato.
A livello teorico, la proclamazione dello Stato di diritto avviene come esplicita contrapposizione allo Stato assoluto: in quest'ultima forma di Stato, infatti, i titolari dei poteri erano "assoluti", ossia svincolati da qualsivoglia potere a essi superiore. Attualmente, infatti, in gran parte degli Stati del mondo i diritti civili e politici sono assicurati a tutti gli individui, senza alcuna distinzione, proprio grazie all'evoluzione storico-politica che, a partire dallo Stato assoluto, ha portato al raggiungimento del cosiddetto Stato di diritto.
Possiamo riconoscere un esempio precursore di Stato di diritto nella costituzione inglese del XVII secolo: la Gloriosa rivoluzione inglese combattuta contro l'assolutismo della dinastia Stuart porta a una serie di documenti (Bill of rights, Habeas Corpus, Act of Settlement) che sanciscono l'inviolabilità dei diritti fondamentali dei cittadini e la subordinazione del Re al Parlamento (che è rappresentante del popolo).
La proclamazione consapevole e attuale dello Stato di diritto si realizza tramite le due grandi rivoluzioni settecentesche, quella americana e quella francese. In particolare fu quest'ultima a importare nel Vecchio continente i principi dello Stato liberale, che poi saranno oggetto (più o meno ampio, più o meno strumentalizzato dai vari monarchi europei) delle costituzioni ottocentesche.

### Evoluzione
La critica che è stata generalmente rivolta allo Stato di diritto da gran parte della storiografia giuridica, da varie frange ideologiche (socialisti, dottrina sociale della Chiesa ad esempio) e dai partiti di massa sorti tra la fine dell'Ottocento e l'inizio del Novecento, è quella di aver riconosciuto solo in astratto i diritti fondamentali dell'uomo, senza curare l'attuazione in concreto di tali diritti. Così si è realizzata in tutti gli Stati liberali una situazione che di fatto contrastava con le proclamazioni di diritto previste dai testi costituzionali vigenti. A queste lacune si sarebbe rimediato con l'introduzione dei principi del Welfare state e la creazione degli Stati democratici.

## Tipologie
Lo Stato di diritto si esplica in due nozioni: lo Stato di diritto "in senso formale" e lo Stato di diritto "in senso materiale".

### Stato di diritto in senso formale
In senso formale, implica:
- Separazione dei poteri
- Principio di legalità
- Giurisdizione ordinaria e amministrativa.

### Stato di diritto in senso materiale
Un vincolo all'osservanza delle leggi sarebbe inutile e inefficace se non fosse possibile garantire che le leggi stesse siano garanti dei diritti fondamentali. Pertanto gli elementi formali dello Stato di diritto vengono sviluppati ed estesi dagli elementi materiali dello stesso, in particolare attraverso l'adozione di norme che tutelano i diritti fondamentali.
Ad esempio, nella Costituzione della Confederazione svizzera, il principio dello Stato di diritto è così sancito:
Art. 5 Stato di diritto
1. Il diritto è fondamento e limite dell'attività dello Stato.
2. L'attività dello Stato deve rispondere al pubblico interesse ed essere proporzionata allo scopo.
3. Organi dello Stato, autorità e privati agiscono secondo il principio della buona fede.
4. La Confederazione e i Cantoni rispettano il diritto internazionale.[7]

Esempi di concretizzazione materiale dello Stato di diritto (tratti dal catalogo dei diritti fondamentali della Costituzione federale della Confederazione svizzera del 18 aprile 1999):
Art. 7 Dignità umana - La dignità della persona va rispettata e protetta.
Art. 8 Uguaglianza giuridica
1. Tutti sono uguali davanti alla legge.
2. Nessuno può essere discriminato, in particolare a causa dell'origine, della razza, del sesso, dell'età, della lingua, della posizione sociale, del modo di vita, delle convinzioni religiose, filosofiche o politiche, e di menomazioni fisiche, mentali o psichiche.
3. Uomo e donna hanno uguali diritti. La legge ne assicura l'uguaglianza, di diritto e di fatto, in particolare per quanto concerne la famiglia, l'istruzione e il lavoro. Uomo e donna hanno diritto a un salario uguale per un lavoro di uguale valore.
4. La legge prevede provvedimenti per eliminare svantaggi esistenti nei confronti dei disabili.[9]

### Stato costituzionale di diritto
Secondo taluni autori la presenza di una costituzione rigida e del controllo di legittimità costituzionale determinerebbe un'evoluzione dello Stato di diritto in quello che è stato denominato Stato costituzionale di diritto.